# Historischer Verein für den Niederrhein
Der Historische Verein für den Niederrhein (HVN) ist ein Geschichtsverein, der es sich zum Ziel gesetzt hat, die Geschichte der Niederrheingebiete und des früheren Erzbistums Köln zu erforschen.

## Die Gründung
Es waren zwei geschichtlich interessierte Kreise, denen der Verein sein Zustandekommen verdankt.
Ein Kreis hatte sich um Anton Fahne auf Haus Roland in Düsseldorf geschart, der andere Kreis hatte sich um Joseph Hubert Mooren, Pfarrer in Wachtendonk bei Kleve versammelt.
Die konstituierende Versammlung des Vereins fand am 17. Mai 1854 in Köln statt, bei der Mooren zum Präsidenten bestimmt wurde und Fahne ihm als Vizepräsident zur Seite stand. Damit ist der HVN einer der ältesten rheinischen Geschichtsvereine. Der Gründung wohnten „48 wackere Männer“ bei. Vom 2. Juni 1854 datiert die „Einladung zur Theilnahme an dem historischen Vereine des Niederrheins mit Einschluß der ganzen Erzdiözese Cöln“, von Fahne auf Schloss Roland verfasst und unterzeichnet.
Die Einladung beschrieb die folgenden „Hauptzielpunkte“ des Vereins:
„Erhaltung und Sammlung aller historischer und seltener Denkmäler mit Einschluß aller Chroniken. Urkunden, Necrologien, Copialbüchern, entweder im Original oder Copie; Forschung nach Sitten, Gebräuchen, Volksleben, Sagen und Mythen und Aufzeichnung derselben.
Herausgabe einer Zeitschrift in zwei Haupt-Abteilungen:
I. Geschichtsquellen.
II. auf Geschichtsquellen gestützte Monographien.
Jährliche General-Versammlungen für Vorträge über historische Gegenstände aus dem Bereiche des Vereins, dahin einschlagende Anfragen, Ausschlüsse, Anregungen etc.“
Der Vorstand setzte sich wie folgt zusammen und war ausweislich der oben angesprochenen Einladung auf drei Jahre gewählt:
„Herr Pfarrer Mooren zum Präsidenten.
Herr Friedensrichter Anton Fahne zum Vice-Präsidenten.
Herr Wilhelm Eissenbarth zum Sekretair.
Herr Dr. Ennen zum Vice-Sekretair.
Herr Jos. Bachem zum Schatzmeister.“
Unklarheit herrschte noch über den Sitz des Vereins. Dieser sollte auf der ersten Generalversammlung festgesetzt werden. Sie fand am 16. August in Düsseldorf statt.
„Nach Beseitigung mannigfacher Hindernisse und Schwierigkeiten wurde hier ein definitiver Vorstand bis 16. August 1855 so wie ein wissenschaftlicher Ausschuß gewählt, die Stadt Köln als Sitz des Vereins gewählt.“
Der Vorstand wurde auf dieser Sitzung bis auf Mooren komplett ausgetauscht:
„Präsident: Mooren, Pfarrer, in Wachtendonk.
Vizepräsident: Hagens, von, Landgerichtsrath, in Düsseldorf,
Secretär: Dr. Ennen, Vicar, in Königswinter.
Archivar: Dr. Krebs, in Köln.
Schatzmeister: J. Bachem, Buchhändler, in Köln.“
Die wissenschaftliche Kommission setzte sich wie folgt zusammen:
„Dr. Eckertz, Gymnasiallehrer, in Köln.
Fischbach, Friedensrichter, in Bensberg.
Dr. Krebs, Redacteur der Deutschen Volkshalle in Köln.“
Außerdem sind zu diesem Zeitpunkt weitere ca. 170 Mitglieder des Vereins nachgewiesen.
Im Jahr 1890 zählte der Verein etwa 800 Mitglieder.
Neben der Veranstaltung von Ausstellungen und Tagungen ist der Verein für die in 206 Bänden vorliegenden Annalen des Historischen Vereins für den Niederrhein (kurz:AHVN), eines der wichtigsten Publikationsorgane zur rheinischen Landesgeschichte, verantwortlich. Sie werden in Zusammenarbeit mit der Universität Duisburg herausgegeben.
Der Historiker und Bibliothekar Severin Corsten (1920–2008), HVN-Vorsitzender von 1979 bis 1995, wurde für seine Verdienste um den HVN und um die rheinische Landesgeschichte zum Ehrenvorsitzenden gewählt.